# Domenico Battaglia
Domenico „Mimmo” Battaglia (Satriano, 1963. január 20. –) olasz római katolikus pap, a Nápolyi főegyházmegye érseke, bíboros. Korábban 2016 és 2020 között a Cerreto Sannita-Telese-Sant’Agata de’ Goti egyházmegye püspöke volt.

## Életrajz
Domenico Battaglia 1963. január 20-án született Satrianóban, Catanzaro tartományban. Filozófiát és teológiát tanult a catanzarói Szent X. Piusz Pápai Regionális Szemináriumban. Miután 1988. február 6-án pappá szentelték, 1989-től 1992-ig a catanzarói érseki kisszeminárium rektora és az Igazságosság és Béke Egyházmegyei Bizottságának tagja, a Sant'Elia plébánia kormányzója, a catanzarói Madonna del Carmine plébánosa, az egyházak közötti missziós együttműködés egyházmegyei irodájának igazgatója, 1992-től 1999-ig pedig Satriano plébánosa volt. A Torre di Ruggiero-i Santa Maria delle Grazie kegyhely munkatársa, Montepaone Lido plébániai munkatársa és a satrianói Santa Maria di Altavilla plébánia kormányzója volt.
1992-ben a Calabrese Szolidaritási Központ elnöke lett, amely a kábítószerfüggőségből való felépülést támogatja, és amely a Terápiás Közösségek Olasz Szövetségéhez (FICT) kapcsolódik. 2000 és 2006 között alelnöke volt a Bethánia Alapítványnak, egy nonprofit szervezetnek, amely rehabilitációs központokat és bentlakásos egészségügyi intézményeket működtet Catanzaro és Vibo Valentina tartományokban. 2006 és 2015 között a FICT országos elnöke volt.
Ferenc pápa 2016. június 24-én a Cerreto Sannita-Telese-Sant’Agata de’ Goti egyházmegye püspökévé nevezte ki. Ő volt az egyházmegye első papja, aki 1960 óta püspök lett. Szeptember 3-án szentelte püspökké Vincenczo Bertolone érsek és október 2-án iktatták be. Püspöki jelmondatául a Márk evangélium 10,49-ből a „Confide Surge Vocat Te” (Bátorság, állj fel, hívogat) kezdetűt választotta. Püspöki működése alatt folytatta „utcai papként” végzett munkáját, amiért a „Dél Bergoglioja” elnevezést kapta. Egy 2020 áprilisában írt pásztorlevelében azt mondta, hogy a Covid-19 világjárvány „leleplezte világunk törékenységét... annak a gazdaságnak a gyengeségét, amelyet mind helyi, mind globális szinten egyetlen célnak tekintettek, és amelyet úgy tekintettek és tapsoltak, mint a földi ember boldogságához vezető egyetlen, minden korlátozás nélküli utat.”
Ferenc pápa 2020. december 12-én nevezte ki Battagliát a Nápolyi főegyházmegye érsekévé. Beiktatására 2021. február 2-án került sor.
2024. november 4-én Ferenc pápa bejelentette, hogy december 7-én bíborossá kívánja králni Battagliát. A 2024. december 7-i konzisztóriumon bíborossá kreálta és a San Marco Evangelista in Agro Laurentino-templomot jelölte ki címtemplomául.